# Olga Kirsch
Olga Kirsch (hebräisch אולגה קירש, * 23. September 1924  in Koppies, Oranje-Freistaat, Südafrikanische Union; † 5. Juni 1997 in Israel) war eine südafrikanisch-israelische Dichterin, die in Afrikaans und Englisch schrieb.

## Leben
Kirsch wuchs im damaligen Oranje-Freistaat auf. Ihr Vater war aus Litauen dorthin ausgewandert, und obwohl er Jiddisch sprach, erzog er seine Tochter neben dem Alltags-Afrikaans, das ihre Muttersprache wurde, in der englischen Sprache, der Muttersprache ihrer Mutter Eva, die britischer Herkunft war. Sie war das dritte Kind in einer fünfköpfigen Familie mit drei Mädchen und zwei Jungen.
Nachdem sie die Grund- und Sekundarschule in Koppies überwiegend auf Afrikaans besuchte, machte sie den Abschluss an der Eunice High School in Bloemfontein. Später zog die Familie nach Johannesburg, wo sie die Witwatersrand-Universität besuchte, um Medizin zu studieren; nach einem Jahr entschied sie sich jedoch für ein Literaturstudium (Afrikaans und niederländische Literatur und Geschichte). Einer ihrer Lehrer war der Afrikaans-sprachige Schriftsteller C. M. van den Heever.
Kirsch schrieb hauptsächlich auf Afrikaans und nicht auf Englisch und veröffentlichte acht Gedichtbände in dieser Sprache sowie einen Sammelband mit ausgewählten Gedichten. Kirsch war nach Sarah Goldblatt (1921) und Elisabeth Eybers (1936) die dritte Dichterin in Afrikaans, die veröffentlicht wurde.
Im Jahr 1948, im Alter von 24 Jahren, wanderte sie nach Israel aus und ließ sich in Rechovot nieder. Sie kehrte nur dreimal nach Südafrika zurück: 1975, 1979 und 1981. Der Wechsel des Landes beeinflusste ihr Schreiben und die Sprache, die sie im täglichen Leben verwendete, von Afrikaans zu Englisch und dann zu Hebräisch. Nach ihrer Ankunft in Israel verdiente sie ihren Lebensunterhalt als Englischlehrerin, nahm ihr Studium wieder auf und machte ihren Abschluss in englischer Literatur an der Hebräischen Universität Jerusalem. 1949 heiratete sie den in Großbritannien geborenen israelischen Mathematiker Joseph E. Gillis, Professor am Weizmann-Institut für Wissenschaften, mit dem sie zwei Töchter hatte, Ada und Michal, die 1950 bzw. 1953 geboren wurden.
Kirschs Lyrik war vom Metrum und oft auch vom Reim geprägt. In ihren ersten beiden Gedichtbänden reflektiert Kirsch ihre Ablehnung der Apartheid und ihren Wunsch, in Israel zu leben. Später widmet sie sich in ihren Sonetten, die sie ihrem Mann widmete, eher persönlichen Themen. Andere Gedichte thematisieren die Trauer um ihre Mutter und ihre Enkelin, die im Alter von neun Jahren an einer unheilbaren Krankheit starb. Sie übersetzte ihre Gedichte aus dem Afrikaans ins Englische und Hebräische. Wenn sie nicht schrieb, dann zeichnete, schnitzte oder stickte sie, oft nach Vorbildern aus der Natur.
Das erste ihrer sieben auf Afrikaans veröffentlichten Bücher, Die soeklig („Der Projektor“), schrieb sie noch während ihres Studiums in Südafrika, das zweite, Mure van die hart („Mauern des Herzens“), 1948, im Jahr ihrer Ausreise nach Israel. Mit Ausnahme einiger englischsprachiger Gedichte in der Jewish Frontier veröffentlichte sie nach ihrer Abreise aus Südafrika lange nicht mehr. Erst etwa ein Vierteljahrhundert später, 1972, erschien ihr drittes Buch mit dem Titel Negentien gedigte („Neunzehn Gedichte“), das Daniel Hugo als ihren „zweiten Anfang“ bezeichnet. Im Jahr 1990 veröffentlichte sie einen ersten Gedichtband auf Englisch. Sie schrieb weiterhin auf Englisch und engagierte sich in der Israel Association of Writers in English. Obwohl sie in Südafrika als Dichterin sehr bekannt war, gelang es ihr nicht, in Israel oder in der englischsprachigen Welt den gleichen Bekanntheitsgrad zu erreichen.
Ebenso wie Elisabeth Eybers, lange vor Breyten Breytenbach oder Sheila Cussons, war ihr Leben durch das Exil und die Schwierigkeiten des Schreibens in Afrikaans außerhalb Südafrikas geprägt. Sie blieb eine enge Freundin von Eybers, und sie besuchten sich gegenseitig in den Niederlanden und in Israel.
Sie starb am 5. Juni 1997 an den Folgen eines Hirntumors.
2003 wurden einige ihrer Gedichte ins Englische übertragen bei Metamorphoses veröffentlicht. 2009 entstand eine Doktorarbeit über ihre Poesie an der Universität von Südafrika. Egonne Roth, ein weiterer in Israel lebender Südafrikaner, verfasste 2018 eine Biografie über Kirsch.

## Veröffentlichungen
- Die Soeklig, J. L. van Schaik Bpk, Johannesburg 1944.
- Mure van die Hart, Afrikaanse pers boekhandel, Johannesburg 1948.
- Negentien Gedigte, Human & Rousseau, Kapstadt 1972.
- Geil Gebied, Human & Rousseau, Kapstadt 1976.
- Oorwinteraars in die Vreemde, Human & Rousseau, Kapstadt 1978.
- Afskeide, Human & Rousseau, Kapstadt 1982.
- Ruie tuin, Human & Rousseau, Kapstadt 1983.
- The Book of Sitrya, Selbstverlag, Rehovot 1990.